# Возвышенность
Возвы́шенность — участок земной поверхности, приподнятый относительно окружающих пространств (например, Среднерусская возвышенность и др.). Условно возвышенность определяют как участок с абсолютной высотой более 200 м и до 400 м, реже до 800 м и противопоставляют низменности. Обычно возвышенность не имеет чётко выраженных склонов. Образуются преимущественно в ходе аккумуляции (например, морены — Смоленско-Московская возвышенность) или расчленения реками приподнятых равнин (например, Ставропольская возвышенность). Различают возвышенности плосковершинные (например, Приволжская возвышенность), волнистые (например, Бугульминско-Белебеевская возвышенность) и холмистые (например, Валдайская возвышенность).